# Provincia de Kırıkkale
La provincia de Kirikkale es una de las 81 provincias en las que está dividida Turquía, administrada por un gobernador designado por el Gobierno central.
La provincia de Kırıkkale se divide en 9 distritos (el distrito de la capital en negrita):
*Kırıkkale
- Bahşılı
- Balışeyh
- Çelebi
- Delice
- Karakeçili
- Keskin
- Sulakyurt
- Yahşihan